# りゅうこつ座q星
りゅうこつ座q星は、りゅうこつ座に位置する3等星の恒星である。

## 特徴
この星は橙色の輝巨星で、最後は白色矮星になると考えられている。
離角16秒と26秒にそれぞれ13等の伴星があり、連星であれば少なくとも3399天文単位と5200天文単位離れた赤色矮星となるが、これらは見かけの二重星と推測されている。
離角2度未満のりゅうこつ座p星の位置からのq星は0等星に見える。また、q星の位置からのp星は1等星に見える。